# Maya Pedersen-Bieri
Maya Pedersen-Bieri (* 27. November 1972 in Spiez, Kanton Bern) ist eine Schweizer Skeletonpilotin.

## Werdegang
Maya Pedersen wuchs in Hondrich (Spiez) auf und hatte 1994 in Igls ihre erste Begegnung mit dem Skeletonsport. Schon 1995 stiess sie zum Schweizer Nationalkader und bestritt erste Rennen.
In der Weltcup-Saison 1996/97 fuhr sie bereits in der Weltspitze mit und belegte in der Gesamtwertung Rang drei hinter Steffi Hanzlik und Michelle Kelly. Im Weltcup 1997/98 gewann sie erstmals zwei Weltcuprennen in La Plagne und Winterberg und konnte die Gesamtwertung vor Steffi Hanzlik und Susan Speiran für sich entscheiden.
Auch in den Folgejahren gehörte Pedersen zu den Besten im Weltcup und beendete den Weltcup zweimal auf dem zweiten (99/00, 01/02), zweimal auf dem dritten (98/99, 00/01) und einmal auf dem vierten Rang (02/03). Ausserdem wurde sie bei der Weltmeisterschaft 2001 in Calgary Weltmeisterin im Einzel und belegte bei den Olympischen Spielen 2002 von Salt Lake City beim Sieg von Tristan Gale den fünften Rang.
In der Saison 2003/04 machte sie eine Babypause und wurde Mutter einer Tochter.
Danach fand sie schnell zu alter Stärke zurück, wurde in der Weltcup-Saison 2004/05 Zweite und bei der WM 2005 – erneut in Calgary – zum zweiten Mal Weltmeisterin. 2005/06 belegte sie im Gesamtweltcup nach vier Saisonsiegen erneut den zweiten Rang, wurde bei der EM 2006 in St. Moritz Europameisterin und anschliessend bei den Olympischen Spielen 2006 auf der Bahn von Cesana Torinese Olympiasiegerin vor Shelley Rudman und Mellisa Hollingsworth-Richards.
Den Weltcup 2006/07 schloss Pedersen auf Rang fünf ab, ehe sie im Winter 2007/08 erneut eine Babypause einlegte und ihre zweite Tochter zur Welt brachte.
Auch nach der Geburt ihres zweiten Kindes erreichte Maya Pedersen noch zahlreiche Platzierungen unter den besten zehn, darunter einen dritten Rang bei der EM 2009, und konnte sich im Alter von 37 Jahren für ihre dritten Olympischen Winterspiele qualifizieren. Nach einem neunten Rang bei den Olympischen Spielen 2010 auf der Bahn von Whistler beendete Pedersen ihre internationale Karriere.
Nach ihrem offiziellen Karriereende nahm Maya Pedersen noch dreimal an Schweizer Meisterschaften teil, bei denen sie ab 2002 ungeschlagen blieb (2004 und 2008 trat sie wegen ihrer Schwangerschaften nicht an). 2015 wurde sie fünf Jahre nach ihrem Rücktritt zum zehnten Mal Schweizer Meisterin.
Maya Pedersen lebt mit ihrem Mann Snorre Pedersen und den zwei gemeinsamen Töchtern in Øyer bei Lillehammer in Norwegen. Nach ihrem Karriereende erklärte sie, in ihren Beruf als Lehrerin zurückkehren und Deutsch und/oder Sport unterrichten zu wollen.